# نايجل كلوف
نايجل كلوف (بالإنجليزية: Nigel Clough)؛ مواليد 9 مارس 1966 في تاين و وير، دورهام، إنجلترا، المملكة المتحدة، هو مدرب كرة قدم إنجليزي ولاعب دولي سابق يدرب حاليا نادي ديربي كاونتي. عندما كان لاعباً خاض 630 مباراة سجل خلالها 131 هدفاً.

## مسيرته الكروية
لعب نايجل كلوف خلال مسيرته الاحترافية مع 5 أندية في عشرون موسمًا وسجل خلالها 115 هدف ضمن 495 مباراة. ولم يفز بأي موسم بالكأس أو بالدوري.
خاض نايجل كلوف مسيرته مع نادي نوتينغهام فورست في موسم 1984–85 ليلعب معه تسعة مواسم، مشاركًا في 311 مباراة سجل خلالها 101 هدف. ثم انتقل إلى نادي ليفربول في موسم 1993–94 واستمر معه طيلة ثلاثة مواسم، حيث شارك في 39 مباراة سجل خلالها 7 أهداف. لينتقل بعدها إلى نادي مانشستر سيتي في موسم 1995–96 واستمر معه طيلة ثلاثة مواسم، مشاركًا في 51 مباراة سجل خلالها 5 أهداف. ثم انتقل إلى نادي شيفيلد وينزداي في موسم 1997–98 لمدة موسم واحد، مشاركًا في مباراة ولم يسجل أي هدف. هذا وانتقل لاحقًا إلى نادي بيرتن ألبيون في موسم 2002–03 ليلعب معه أربعة مواسم، مشاركًا في 93 مباراة سجل خلالها هدفين.

## روابط خارجية
- نايجل كلوف على موقع IMDb (الإنجليزية)
- نايجل كلوف على موقع الاتحاد الأوربي (الإنجليزية)
- نايجل كلوف على موقع قاعدة بيانات كرة القدم.إي يو (الإنجليزية)
- نايجل كلوف على موقع ناشيونال فوتبول تيمز (الإنجليزية)
- نايجل كلوف على موقع Soccerbase.com (لاعب) (الإنجليزية)
- نايجل كلوف على موقع عالم كرة القدم.نت (الإنجليزية)